# Slavers – Die Sklavenjäger
Slavers – Die Sklavenjäger ist ein international besetzter, deutscher Spielfilm von und mit Jürgen Goslar aus dem Jahre 1976, der in reißerischer Form die späten Auswüchse der Sklaverei im Afrika des ausgehenden 19. Jahrhunderts thematisiert.

## Handlung
Ostafrika, zu Beginn der 1880er Jahre. Der weltweite Sklavenhandel ist offiziell so gut wie abgeschafft, doch liefern sich, unmittelbar bevor das Gebiet unter deutsche Kolonialherrschaft gerät, noch arabische und portugiesische Sklavenhändler schwere Besitzkämpfe. Beide Seiten gehen mit äußerst brutaler Gewalt vor: sowohl gegen die gefangen genommenen Schwarzen als auch gegen die jeweilige Konkurrenz. Angeführt werden die beiden Lager einerseits von dem despotischen Araber Hassan, der auch mal gern zur Belustigung seiner Partygäste auf seinem Anwesen den einen oder anderen Sklaven abschießt, andererseits von dem ruppigen DaSilva, seinem portugiesischen Gegenpart, der ihm in Brutalität in nichts nachsteht. Beim Fang von schwarzen Sklaven stehen beide Seiten in harter Konkurrenz zueinander und schenken sich nichts. 
In dieser Atmosphäre unbarmherziger Menschenjagd gerät eine kleine Gruppe europäischer Reisender rund um den deutschen Diplomaten Max von Erken und seiner Frau. Ebenfalls dabei ist der hoch gewachsene, schlanke Brite Steven Hamilton. Dieser beginnt, nach anfänglicher Gleichgültigkeit gegenüber den schwarzen Einheimischen, zu erkennen, dass die Menschenhatz zutiefst inhuman und verwerflich ist. Damit gerät er rasch in den Gegensatz zu seinem Onkel Alec Mackenzie, der zwar auch mit „Negersklaven“, wie es bis ins 20. Jahrhundert hieß, gute Geschäfte macht, aber seine „Ware“ sehr viel pfleglicher behandelt. Bald führt Hamiltons Aufbegehren gegenüber den inhumanen Treibjägern und Menschenhändlern dazu, dass er zwischen alle Fronten gerät und in Fesseln gelegt wird. Einige Schwarze beginnen schließlich gegen ihre Unterdrücker aufzubegehren, und auch Hamilton weiß jetzt endgültig, wo er zu stehen hat.
Der Film endet damit, dass sich bis auf den Araber Hassan alle Protagonisten des Films gegenseitig töten, Hassan kontrolliert nun alleine den Sklavenmarkt.

## Produktionsnotizen
Slavers – Die Sklavenjäger wurde in der damals noch britischen Kolonie Rhodesien (heutiges Simbabwe) gedreht. Drehzeit war von dem 28. September bis zum 17. November 1976. In Deutschland wurde eine im Schnee spielende Duellszene am 4. Januar 1977 als Nachdreh angefertigt. Insgesamt kam man auf 42 Drehtage. Die Fertigstellung des Films erfolgte am 29. April 1977, die Uraufführung verspätete sich aus diversen Gründen bis zum 24. Februar 1978. An diesem Tag wurde Slavers – Die Sklavenjäger in drei Kinos in München, Augsburg und Fürth uraufgeführt.
Peter Röhrig, seit vielen Jahren filmisch inaktiv, kehrte für diese Produktion zu seinem Beruf als Filmarchitekt zurück. Für den Ton sorgte Milan Bor.

## Kritiken
Trotz Starbesetzung fielen die Kritiken überwiegend vernichtend aus. Kritisiert wurde vor allem die als selbstzweckhaft empfundene, hemmungslose Brutalität, die in zahlreichen Szenen ausgiebig gezeigt wurde.
Das Lexikon des Internationalen Films befand: „Eine Häufung von Brutalitäten; roh, menschenverachtend, zynisch.“
In Das große Personenlexikon des Films ist in Jürgen Goslars Biografie bezüglich seiner raubauzigen Afrika-Filme der 1970er Jahre zu lesen: „Erst Mitte der 70er Jahre kehrte er zur Kinoregie zurück, diesmal mit drei international und hochkarätig besetzten, zum Teil recht brutalen Abenteuergeschichten mit exotischem Flair, die jedoch, wie schon seine Arbeiten Anfang der 60er Jahre, beträchtliche handwerkliche wie stilistische und geschmackliche Mängel offenbarten.“